# Ciara: The Evolution
Ciara: The Evolution je drugi studijski album američke pjevačice Ciare, objavljen 5. prosinca 2006. godine u Americi, u izdanju LaFace Recordsa. Album je u Ujedinjenom Kraljevstvu izdan 9. travnja 2007.

## Pozadina i suradnje
Ciara je najavila kako će ovaj album prikazati evoluciju glazbe, plesa i mode. Na ovom albumu je surađivala s mnogim producentima, među kojima su Will.i.Am, Polow da Don i The Neptunes.

## Uspjeh albuma
Album je debitirao na prvom mjestu Billboard 200 liste albuma u SAD-u, prodavši 338,000 primjeraka u prvom tjednu prodaje. Album je dobio platinastu nakladu od strane RIAA. Album je ušao u top 30 u novom Zelandu i Ujedinjenom Kraljevstvu. Do danas, album je prodan u više od 1,326,000 kopija u SAD-u i u više od dva milijuna kopija širom svijeta.

## Kritički osvrt
Album je uglavnom dobio pozitivne kritike. Prema Metacriticu, album je dobio 65 od mogućih 100 bodova. Neki kritičari su se fokusirali na Ciarine vokalne sposobnosti na ovom albumu. Christian Hoard iz Rolling Stonea je rekao kako je Ciara još uvijek sklona stvaranju luckastih pop pjesama... ali ovoga puta je duplo više zanimljivija. Entertainment Weekly je plesne pjesme nazvao bijesne i nevjerojatne, ali je na kraju tempo sve sporiji.

## Singlovi
- "Get Up" (Feat. Chamillionaire) je izdan kao drugi internacionalni singl s albuma. Pjesma je također objavljena kao prvi singl sa soundtracka za film Step Up. Pjesma je postigla solidan uspjeh, ušavši u top 20 u Kanadi i top 10 u Novom Zelandu.
- "Promise" je izdan kao prvi singl u SAD-u te je dosegla jedenaestu poziciju tamo, postavši prvi Ciarin samostalni top 20 hit.
- "Like A Boy" je prvi internacionalni singl s albuma i drugi singl u SAD-u. Pjesma je dosegla devetnaesto mjesto u Americi te je postigla vrlo dobar uspjeh internacionalno, ušavši u top 20 u mnogim zemljama gdje je izdana.
- "Can't Leave 'em Alone" (Feat. 50 Cent) je izdan kao treći singl, te je doživjela solidan uspjeh u svijetu.

## Popis pjesama
1. "That's Right" (Feat. Lil Jon) - 4:16
2. "Like a Boy" - 3:57
3. "The Evolution of Music" - 0:10
4. "Promise" - 4:27
5. "I Proceed" - 4:13
6. "Can't Leave 'em Alone" (Feat. 50 Cent) - 4:04
7. "C.R.U.S.H." - 4:17
8. "My Love"  - 4:00
9. "The Evolution of Dance" - 0:15
10. "Make It Last Forever" - 3:33
11. "Bang It Up" - 3:04
12. "Get Up" (Feat. Chamillionaire) - 4:32
13. "The Evolution of Fashion" - 0:15
14. "Get In, Fit In"   - 4:13
15. "The Evolution of C" - 0:19
16. "So Hard" - 4:42
17. "I'm Just Me" - 4:32
18. "I Found Myself" 4:29
19. "Love You Better" - 4:29
20. "Promise [Go and Get Your Tickets Mix]" - 4:59
21. "Do It" (Feat. Will.i.Am) - 3:50